# Elio Steiner
Elio Steiner (Stra, 9 marzo 1905 – Roma, 6 dicembre 1965) è stato un attore italiano di cinema e teatro.

## Biografia
Figlio di Francesco Steiner e della contessa Elena Lupati, si dedica al teatro ancora adolescente. Segue la famiglia che si trasferisce a Roma nella prima metà degli anni venti ed ha l'occasione di procurarsi, nel 1925, una scrittura con il Teatro degli Indipendenti diretto da Anton Giulio Bragaglia.
Successivamente debutta nel cinema muto nel 1927 in un cortometraggio (La chimera del biondo cavaliere) a cui seguirà il lungometraggio La vena d'oro, scritto e diretto da Guglielmo Zorzi che gli affiderà il ruolo di protagonista accanto a Diana Karenne. Alla fine degli anni venti è quindi un giovane protagonista del cinema muto (fra tutti spicca Assunta Spina di Roberto Roberti del 1929, accanto a Rina De Liguoro) ma la fama vera arriverà nel 1930 quando, accanto a Dria Paola ed Isa Pola, sarà protagonista del primo film sonoro italiano: La canzone dell'amore diretto da Gennaro Righelli.
Nei primi anni trenta è uno dei più quotati attori italiani assieme a Vittorio De Sica, Gianfranco Giachetti, Ennio Cerlesi, Mino Doro. Interpreta in rapida sequenza Corte d'Assise (primo film italiano di genere poliziesco) e Pergolesi di Guido Brignone, poi Stella del cinema di Mario Almirante e quindi Acqua cheta di Gero Zambuto.
Nel 1934 torna temporaneamente al teatro per recitare accanto a Uberto Palmarini e Guglielmina Dondi in Caterina Sforza per poi interpretare al cinema Pensaci, Giacomino! di Gennaro Righelli e Giallo di Mario Camerini entrambi del 1936. Progressivamente Steiner, nel frattempo oscurato dai divi emergenti come Amedeo Nazzari, Fosco Giachetti, Leonardo Cortese, Gino Cervi, Guido Celano, Antonio Centa, Rossano Brazzi perde il ruolo di protagonista. Affetto da una incipiente calvizie viene sempre più spesso impiegato in ruoli di secondo piano.
All'indomani dell'8 settembre 1943 è fra i più attivi nel tentare di riorganizzare l'industria cinematografica repubblichina a Venezia con il cosiddetto Cinevillaggio, ma l'esito sarà deludente. Torna sullo schermo nel dopoguerra confinato ormai in ruoli di carattere e la sua carriera proseguirà dignitosamente sino alla fine degli anni cinquanta.

## Filmografia parziale

Con Isa Pola nel film La canzone dell'amore (1930)

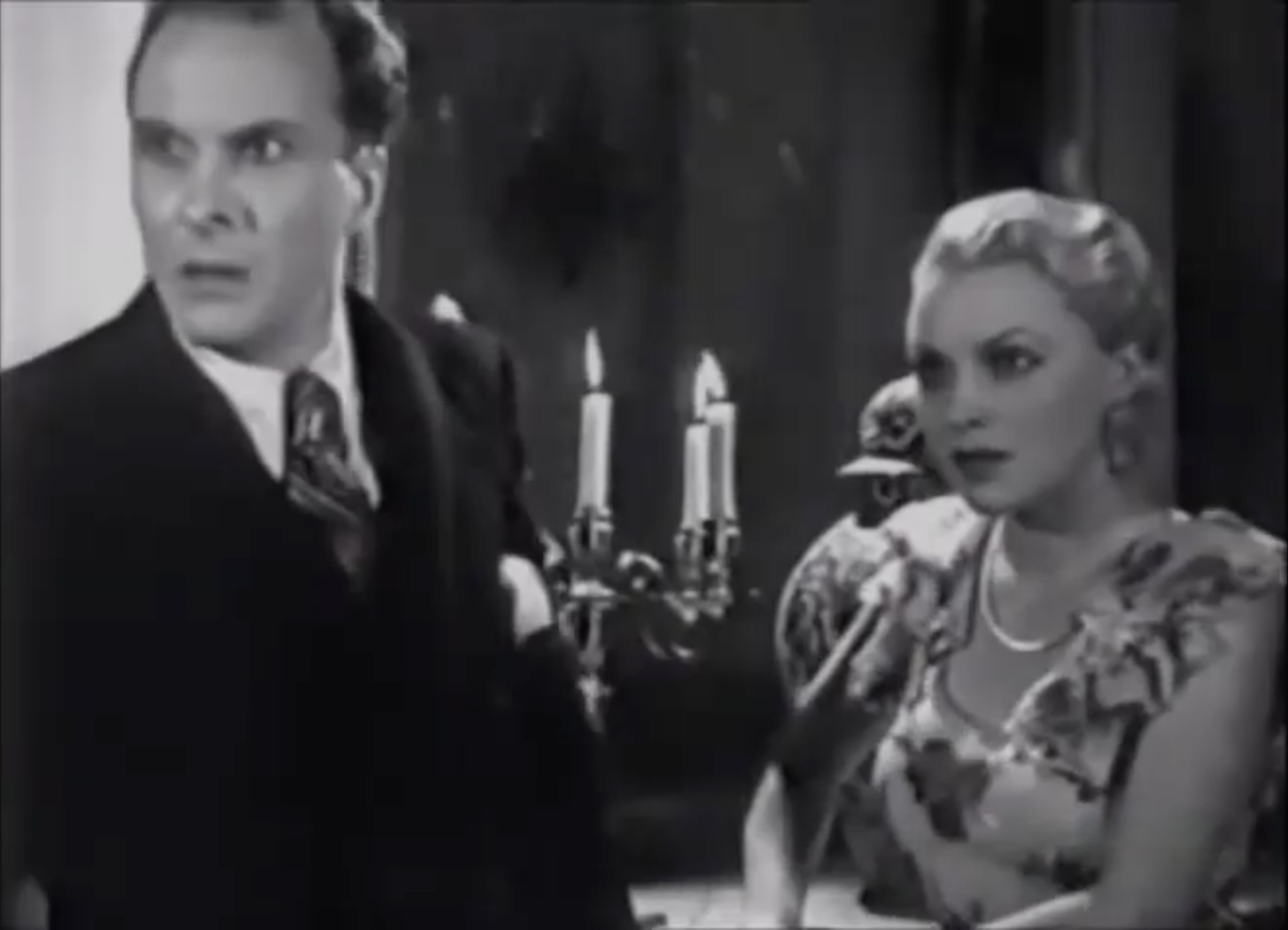
Con Assia Noris nel film Giallo (1936)

- La vena d'oro, regia di Guglielmo Zorzi (1929)
- Assunta Spina, regia di Roberto Roberti (1929)
- Maratona, regia di Nicola Fausto Neroni (1930)
- La canzone dell'amore, regia di Gennaro Righelli (1930)
- Corte d'Assise, regia di Guido Brignone (1931)
- Stella del cinema, regia di Mario Almirante (1931)
- L'uomo dall'artiglio, regia di Nunzio Malasomma (1931)
- Pergolesi, regia di Guido Brignone (1932)
- Acqua cheta, regia di Gero Zambuto (1933)
- Pensaci, Giacomino!, regia di Gennaro Righelli (1936)
- Giallo, regia di Mario Camerini (1936)
- L'albergo degli assenti, regia di Raffaello Matarazzo (1939)
- Il ladro, regia di Anton Germano Rossi (1939)
- La conquista dell'aria, regia di Romolo Marcellini (1940)
- Giarabub, regia di Goffredo Alessandrini (1942)
- Colpi di timone, regia di Gennaro Righelli (1942)
- Aeroporto, regia di Piero Costa (1944)
- Senza famiglia, regia di Giorgio Ferroni (1946)
- Ritorno al nido, regia di Giorgio Ferroni (1946)
- Tombolo, paradiso nero, regia di Giorgio Ferroni (1947)
- La città dolente, regia di Mario Bonnard (1948)
- Accidenti alla guerra!..., regia di Giorgio Simonelli (1948)
- Fuoco nero, regia di Silvio Siano (1951)
- Il moschettiere fantasma, regia di Max Calandri (1952)
- La signora senza camelie, regia di Michelangelo Antonioni (1953)
- Passione, regia di Max Calandri (1953)
- Il tiranno del Garda, regia di Ignazio Ferronetti (1954)
- Il principe dalla maschera rossa, regia di Leopoldo Savona (1955)
- Accadde tra le sbarre, regia di Giorgio Cristallini (1955)
- Good bye Firenze (Arrivederci Firenze), regia di Rate Furlan (1958)
- Napoli è tutta una canzone, regia di Ignazio Ferronetti (1959)